# Lawrence Stroll
Lawrence Sheldon Strulovitch, plus connu sous le nom de Lawrence Stroll, né le 11 juillet 1959 à Montréal (Canada), est un entrepreneur et investisseur canadien. Selon le magazine Forbes, sa fortune est estimée à 3,6 milliards de dollars américains en 2023.
Il soutient financièrement la carrière de pilote automobile de son fils Lance Stroll, pilote de Formule 1 depuis 2017. En 2018, Lawrence Stroll rachète les actifs de l'écurie de Formule 1 Force India et crée Racing Point F1 Team. En 2020, il prend le contrôle du constructeur automobile britannique Aston Martin, qui devient la nouvelle dénomination de son écurie de Formule 1 à partir de 2021.

## Biographie
Lawrence Stroll fait fortune dans la mode, suivant les pas de son père qui avait amené notamment au Canada les marques Pierre Cardin et Ralph Lauren. Il investit pour sa part notamment dans les marques Tommy Hilfiger et Garrard & Co.
Passionné de voitures, il possède une grande collection de modèles Ferrari. Il est aussi le propriétaire du circuit canadien de Mont-Tremblant.
À l'été 2018, à la tête d'un consortium d'investisseurs, Stroll rachète les actifs de l'écurie de Formule 1 Force India, en grandes difficultés financières, et crée la nouvelle équipe Racing Point Force India F1 Team. Sergio Pérez conserve son volant pour la saison 2019, tandis qu'Esteban Ocon doit quitter l'écurie, remplacé par le fils de Lawrence Stroll, Lance. Pour sa première saison sous sa nouvelle identité, Racing Point termine 7e du championnat des constructeurs.
Le 31 janvier 2020, jour du Brexit, il prend une participation de 16,7 % d'Aston Martin en rachetant des parts du constructeur pour 216,6 millions d'euros. Il va investir 380 millions d'euros dans la marque avec le consortium Yew Tree Overseas Limited et devient Président exécutif du constructeur, qui remplace Racing Point en Formule 1 en 2021.

## Vie privée
Lawrence Stroll est le fils de l'homme d’affaires Leo Strulovitch, qui s’était enrichi dans la mode. Il est d'abord marié à la modiste belge Claire-Anne Callens, avec qui il a deux enfants, Lance et Chloe (en). Il épouse ensuite Raquel Diniz, une mannequin brésilienne devenue styliste, de 27 ans sa cadette. The Guardian considère qu’il a adopté le mode de vie archétypal du milliardaire : épouse jeune et jolie, yacht de 75 mètres de long équipé d’une piste d’atterrissage pour hélicoptère et d’une piscine vitrée, maison à Londres, au Québec, Genève et aux Caraïbes, voitures de luxe à foison.